# Система счисления
Систе́ма счисле́ния — символический метод записи чисел, представление чисел с помощью письменных знаков.
Система счисления:
- даёт представления множества чисел (целых и/или вещественных);
- даёт каждому числу уникальное представление (или, по крайней мере, стандартное представление);
- отражает алгебраическую и арифметическую структуру чисел.

Системы счисления подразделяются на:
- позиционные;
- непозиционные;
- смешанные.

## Позиционные системы счисления
В позиционных системах счисления один и тот же числовой знак (цифра) в записи числа имеет различные значения в зависимости от того места (разряда), где он расположен. Изобретение позиционной нумерации, основанной на поместном значении цифр, приписывается шумерам и вавилонянам; развита была такая нумерация индусами и имела неоценимые последствия в истории человеческой цивилизации. К числу таких систем относится современная десятичная система счисления, возникновение которой связано со счётом на пальцах. В средневековой Европе она появилась через итальянских купцов, в свою очередь заимствовавших её у арабов.
Под позиционной системой счисления обычно понимается однородная {\displaystyle b}-ичная система счисления, которая определяется целым числом {\displaystyle b>1}, называемым «основанием» системы счисления. Целое число без знака {\displaystyle x} в такой {\displaystyle b}-ичной системе счисления представляется в виде конечной линейной комбинации степеней числа {\displaystyle b}:
{\displaystyle x=\sum _{k=0}^{n-1}a_{k}b^{k}}, где {\displaystyle a_{k}} — это целые числа, называемые «цифрами», удовлетворяющие неравенству {\displaystyle 0\leq a_{k}\leq (b-1)}.
Каждая степень {\displaystyle b^{k}} в такой записи называется «весовым коэффициентом разряда». Старшинство разрядов и соответствующих им цифр определяется значением показателя {\displaystyle k} (номером разряда). Обычно в записи ненулевых чисел начальные нули опускаются.
Если не возникает разночтений (например, когда все цифры представляются в виде уникальных письменных знаков), число {\displaystyle x} записывают в виде последовательности его {\displaystyle b}-ичных цифр, перечисляемых по убыванию старшинства разрядов слева направо:
{\displaystyle x=a_{n-1}a_{n-2}\dots a_{0}.}
Например, число сто три представляется в десятичной системе счисления в виде:
{\displaystyle 103=1\cdot 10^{2}+0\cdot 10^{1}+3\cdot 10^{0}.}
Наиболее часто употребляемыми в настоящее время однородными позиционными системами являются:
- 2 — двоичная (в дискретной математике, информатике, программировании);
- 3 — троичная;
- 4 — четверичная[1] (кватричная)[2];
- 5 — пятиричная[3];
- 8 — восьмеричная;
- 10 — десятичная (используется повсеместно);
- 12 — двенадцатеричная (счёт дюжинами);
- 16 — шестнадцатеричная (используется в программировании, информатике);
- 20 — двадцатеричная;
- 60 — шестидесятеричная (единицы измерения времени, измерение углов и, в частности, координат, долготы и широты).

В позиционных системах чем больше основание системы счисления, тем меньшее количество разрядов (то есть записываемых цифр) требуется при записи числа.

## Смешанные системы счисления
Смешанная система счисления является обобщением {\displaystyle b}-ичной системы счисления и также зачастую относится к позиционным системам счисления. Основанием смешанной системы счисления является возрастающая последовательность чисел {\displaystyle \{b_{k}\}_{k=0}^{\infty }}, и каждое число {\displaystyle x} в ней представляется как линейная комбинация:
{\displaystyle x=\sum _{k=0}^{n-1}a_{k}b_{k}}, где на коэффициенты {\displaystyle a_{k}}, называемые как и прежде «цифрами», накладываются некоторые ограничения.
Записью числа {\displaystyle x} в смешанной системе счисления называется перечисление его цифр в порядке уменьшения индекса {\displaystyle k}, начиная с первого ненулевого.
В зависимости от вида {\displaystyle b_{k}} как функции от {\displaystyle k} смешанные системы счисления могут быть степенными, показательными. Когда {\displaystyle b_{k}=b^{k}} для некоторого {\displaystyle b}, смешанная система счисления совпадает с показательной {\displaystyle b}-ичной системой счисления.
Наиболее известным примером смешанной системы счисления является представление времени в виде количества суток, часов, минут и секунд. При этом величина «{\displaystyle d} дней, {\displaystyle h} часов, {\displaystyle m} минут, {\displaystyle s} секунд» соответствует значению {\displaystyle d\cdot 24\cdot 60\cdot 60+h\cdot 60\cdot 60+m\cdot 60+s} секунд.

### Факториальная система счисления
В факториальной системе счисления основаниями являются последовательность факториалов {\displaystyle b_{k}=k!}, и каждое натуральное число {\displaystyle x} представляется в виде:
{\displaystyle x=\sum _{k=1}^{n}d_{k}k!}, где {\displaystyle 0\leq d_{k}\leq k}.
Факториальная система счисления используется при декодировании перестановок списками инверсий: имея номер перестановки, можно воспроизвести её саму следующим образом: номер перестановки (нумерация начинается с нуля) записывается в факториальной системе счисления, при этом коэффициент при числе {\displaystyle i!} будет обозначать число инверсий для элемента {\displaystyle i+1} в том множестве, в котором производятся перестановки (число элементов меньших {\displaystyle i+1}, но стоящих правее его в искомой перестановке).
Пример: рассмотрим множество перестановок из пяти элементов, всего их — 5! = 120 (от перестановки с номером 0 — (1,2,3,4,5) до перестановки с номером 119 — (5,4,3,2,1)), найдём перестановку с номером 100:
{\displaystyle 100=4!\cdot 4+3!\cdot 0+2!\cdot 2+1!\cdot 0=96+4;}
положим {\displaystyle t_{i}} — коэффициент при числе {\displaystyle i!}, тогда {\displaystyle t_{4}=4}, {\displaystyle t_{3}=0}, {\displaystyle t_{2}=2}, {\displaystyle t_{1}=0}, тогда: число элементов меньших 5, но стоящих правее равно 4; число элементов меньших 4, но стоящих правее равно 0; число элементов меньших 3, но стоящих правее равно 2; число элементов меньших 2, но стоящих правее равно 0 (последний элемент в перестановке «ставится» на единственное оставшееся место) — таким образом, перестановка с номером 100 будет иметь вид: (5,3,1,2,4).
Проверка данного метода может быть осуществлена путём непосредственного подсчёта инверсий для каждого элемента перестановки.

### Фибоначчиева система счисления
Фибоначчиева система счисления основывается на числах Фибоначчи. Каждое натуральное число {\displaystyle n} в ней представляется в виде:
{\displaystyle n=\sum _{k}f_{k}F_{k}}, где {\displaystyle F_{k}} — числа Фибоначчи, {\displaystyle f_{k}\in \{0,1\}}, при этом в коэффициентах {\displaystyle f_{k}} есть конечное количество единиц и не встречаются две единицы подряд.

## Непозиционные системы счисления
В непозиционных системах счисления величина, которую обозначает цифра, не зависит от положения в числе. При этом система может накладывать ограничения на положение цифр, например, чтобы они были расположены в порядке убывания.
К наиболее распространённым сегодня непозиционным системам счисления относятся римские цифры.

### Биномиальная система счисления
В биномиальной системе счисления число x представляется в виде суммы биномиальных коэффициентов:
{\displaystyle x=\sum _{k=1}^{n}{c_{k} \choose k}}, где {\displaystyle 0\leq c_{1}<c_{2}<\dots <c_{n}.}
При всяком фиксированном значении {\displaystyle n} каждое натуральное число представляется уникальным образом.

### Система остаточных классов (СОК)
Представление числа в системе остаточных классов основано на понятии вычета и китайской теореме об остатках. СОК определяется набором попарно взаимно простых модулей {\displaystyle (m_{1},m_{2},\dots ,m_{n})} с произведением {\displaystyle M=m_{1}\cdot m_{2}\cdot \dots \cdot m_{n}} так, что каждому целому числу {\displaystyle x} из отрезка {\displaystyle [0,M-1]} ставится в соответствие набор вычетов {\displaystyle (x_{1},x_{2},\dots ,x_{n})}, где
{\displaystyle x\equiv x_{1}{\pmod {m_{1}}};}
{\displaystyle x\equiv x_{2}{\pmod {m_{2}}};}
…
{\displaystyle x\equiv x_{n}{\pmod {m_{n}}}.}
При этом китайская теорема об остатках гарантирует однозначность представления для чисел из отрезка {\displaystyle [0,M-1]}.
В СОК арифметические операции (сложение, вычитание, умножение, деление) выполняются покомпонентно, если про результат известно, что он является целочисленным и также лежит в {\displaystyle [0,M-1]}.
Недостатками СОК является возможность представления только ограниченного количества чисел, а также отсутствие эффективных алгоритмов для сравнения чисел, представленных в СОК. Сравнение обычно осуществляется через перевод аргументов из СОК в смешанную систему счисления по основаниям {\displaystyle (m_{1},m_{1}\cdot m_{2},\dots ,m_{1}\cdot m_{2}\cdot \dots \cdot m_{n-1})}.

### Система счисления Штерна-Броко
Система счисления Штерна-Броко — способ записи положительных рациональных чисел, основанный на дереве Штерна-Броко.